# Hugh Mahon

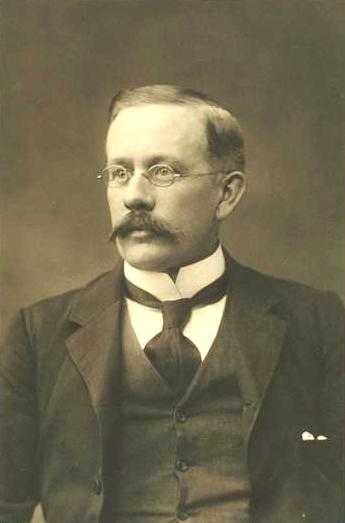
Hugh Mahon

Hugh Mahon (* 6. Januar 1857 in Killurin, Irland; † 28. August 1931 in Melbourne) war ein australischer Politiker und unter anderem Außenminister des Landes.

## Frühes Leben
Mahon wurde im irischen Killurin geboren und wanderte 1867 mit seiner Familie in die Vereinigten Staaten aus, wo er zu drucken lernte. Er kehrte 1880 nach Irland zurück und wurde 1881 zusammen mit Mitgliedern der Irish National Land League inhaftiert, jedoch wegen seines schlechten Gesundheitszustands wieder freigelassen. Im Jahr 1882 wanderte er nach Australien aus, um einer weiteren Verhaftung zu entgehen. Er arbeitete für verschiedene Zeitungen in Goulburn und Sydney, bevor er eine Zeitung in Gosford erwarb. Im Jahr 1888 heiratete er Mary Alice L’Estrange und verkaufte umgehend seine Zeitung, da er ihr in ihre Heimatstadt Melbourne folgen wollte. Im Jahr 1895 zog es ihn mit seiner Frau nach Coolgardie in Western Australia.

## Politische Karriere
Im ersten Anlauf um den Sitz für den Wahlbezirk Coolgardie scheiterte er 1897 noch. Bei den ersten Bundeswahlen 1901 konnte er ihn jedoch für die Australian Labor Party gewinnen. Er wurde was Postmaster-General in der Regierung um Chris Watson 1904 und Innenminister in der Amtszeit von Andrew Fisher 1908–09. Nach der Auflösung seines Wahlbezirks Coolgardie scheiterte Mahon 1913 bei der Wahl um einen Sitz in Dampier. Nach dem Tod von Charles Frazer erhielt Mahon den Sitz für den Bezirk Kalgoorlie ohne Gegenkandidat am 22. Dezember 1913.  Von Dezember 1914 bis zum Scheitern der Labor-Regierung 1916 war er Außenminister Australiens.
Nach einer weiteren Wahlniederlage und dem Verlust seines Sitzes 1917, konnte er diesen 1919 zurückgewinnen. Nach dem Tod des irischen Nationalisten Terence MacSwiney, der aufgrund der britischen Regierung in Irland in einen Hungerstreik trat, griff Mahon die britische Regierung an. Bei einer öffentlichen Versammlung in Melbourne am 7. November 1919 kam es dann zum Eklat. Der amtierende Premierminister Billy Hughes schloss ihn aus seiner Regierung aus und am 12. November wurde er auch aus dem australischen Repräsentantenhaus ausgeschlossen wegen seines „unloyalen Verhaltens“ der Regierung gegenüber. Er war der einzige Abgeordnete in der Geschichte Australiens, der jemals aus dem Repräsentantenhaus ausgeschlossen wurde. (Seit 1987 ist nicht mehr möglich). Er verpasste bei den Wahlen am 18. Dezember mit 48,64 % der Wählerstimmen im Rennen mit seinem Gegenkandidaten nur sehr knapp die Rückkehr auf seinen Sitz in der Regierung.
Nach einer Europa- und Irlandreise verstarb Mahon 1931 in Melbourne und hinterließ seine Frau und die gemeinsamen vier Kinder.